# يوسفلي
يوسفلي (بالأرمنية: Բերդագրակ)؛ (بالجورجية: ახალთი) هي إحدى مدن محافظة أرتوين في منطقة البحر الأسود، تركيا. تقع على ضفة نهر كوروه 104 كم جنوب غرب مدينة أرتوين، على طريق أرضروم. يوجد فيها العديد من الحصون والكنائس الجورجية التي تعود إلى القرون الوسطى في وديانها.

## المناخ
يوسفلي لديها مناخ محيطي ( حسب تصنيف كوبن للمناخ).
| البيانات المناخية لـYusufeli | البيانات المناخية لـYusufeli | البيانات المناخية لـYusufeli | البيانات المناخية لـYusufeli | البيانات المناخية لـYusufeli | البيانات المناخية لـYusufeli | البيانات المناخية لـYusufeli | البيانات المناخية لـYusufeli | البيانات المناخية لـYusufeli | البيانات المناخية لـYusufeli | البيانات المناخية لـYusufeli | البيانات المناخية لـYusufeli | البيانات المناخية لـYusufeli | البيانات المناخية لـYusufeli |
| الشهر                        | يناير                        | فبراير                       | مارس                         | أبريل                        | مايو                         | يونيو                        | يوليو                        | أغسطس                        | سبتمبر                       | أكتوبر                       | نوفمبر                       | ديسمبر                       | المعدل السنوي                |
| ---------------------------- | ---------------------------- | ---------------------------- | ---------------------------- | ---------------------------- | ---------------------------- | ---------------------------- | ---------------------------- | ---------------------------- | ---------------------------- | ---------------------------- | ---------------------------- | ---------------------------- | ---------------------------- |
| المتوسط اليومي °م (°ف)       | 0.5 (32.9)                   | 2.0 (35.6)                   | 5.7 (42.3)                   | 11.0 (51.8)                  | 15.0 (59.0)                  | 18.4 (65.1)                  | 21.6 (70.9)                  | 21.6 (70.9)                  | 18.4 (65.1)                  | 13.3 (55.9)                  | 8.0 (46.4)                   | 3.0 (37.4)                   | 11.5 (52.7)                  |
| الهطول مم (إنش)              | 80 (3.1)                     | 68 (2.7)                     | 59 (2.3)                     | 63 (2.5)                     | 65 (2.6)                     | 67 (2.6)                     | 49 (1.9)                     | 54 (2.1)                     | 68 (2.7)                     | 96 (3.8)                     | 94 (3.7)                     | 95 (3.7)                     | 858 (33.7)                   |
| المصدر: Climate-Data.org     |                              |                              |                              |                              |                              |                              |                              |                              |                              |                              |                              |                              |                              |